# کولاب (تاجیکستان)
کولاب ششمین شهر بزرگ در کشور تاجیکستان است. شهر کولاب، واقع در جنوب تاجیکستان، با حدود ۱۵۰ هزار نفر جمعیت، در زمان آغاز جنگ داخلی و دوران استقلال این کشور نقش مهمی داشته است.
اکنون بخش عمده‌ای از مقام‌های تاجیکستان از این منطقه برخاسته‌اند. کولاب زادگاه امام‌علی رحمان، رئیس‌جمهوری کنونی تاجیکستان نیز هست.
کولاب یکی از قدیمی‌ترین شهرهای تاجیکستان است که در استان خَتلان قرار دارد. پیشینه این شهر به ۲۷۰۰ سال می‌رسد. باستان‌شناسان در این شهر قلعه‌ای یافته‌اند که قلعه کولاب نام دارد. این قلعه مربوط به زمان هخامنشیان (سده ۴ پیش از میلاد)، زمان یونان غربی و دولت داری کوشانیان می‌باشد.
شهر کولاب در قدیم کُتّل نام داشت و زمان درازی مقر حکومتی ساسانیان بود و زبان پارسی میانه در آن رواج داشت. به این خاطر، با ورود اسلام و پس از آمدن زبان فارسی نو به منطقه، مردم کولاب سریع‌تر از دیگر نقاط پیرامونی، فارسی‌زبان شدند.
این شهر تا سال ۱۷۵۰ خَتلان نامیده می‌شد و پس از آن کولاب نام گرفت. شورویها در سال ۱۹۲۱ بر این شهر دست یافتند و پس از آن صنایعی در آن مستقر شد.

## مکان‌های دیدنی
- میر سید علی همدانی
- دژ هلبک
- آرامگاه میر سید علی همدانی

## شهرهای خواهر
- همدان، ایران